# Cyanonedys
Cyanonedys är ett släkte av tvåvingar. Cyanonedys ingår i familjen rovflugor.
Kladogram enligt Catalogue of Life:
| Cyanonedys | \| \| Cyanonedys hornii \| \| \| \| \| \| Cyanonedys leucura \| \| \| \| \| \| Cyanonedys lugubris \| \| \| \| |
|            | \| \| Cyanonedys hornii \| \| \| \| \| \| Cyanonedys leucura \| \| \| \| \| \| Cyanonedys lugubris \| \| \| \| |
|            | Cyanonedys hornii                                                                                              |
|            | |
|            | Cyanonedys leucura                                                                                             |
|            | |
|            | Cyanonedys lugubris                                                                                            |
|            | |